# Tên lửa nghiên cứu

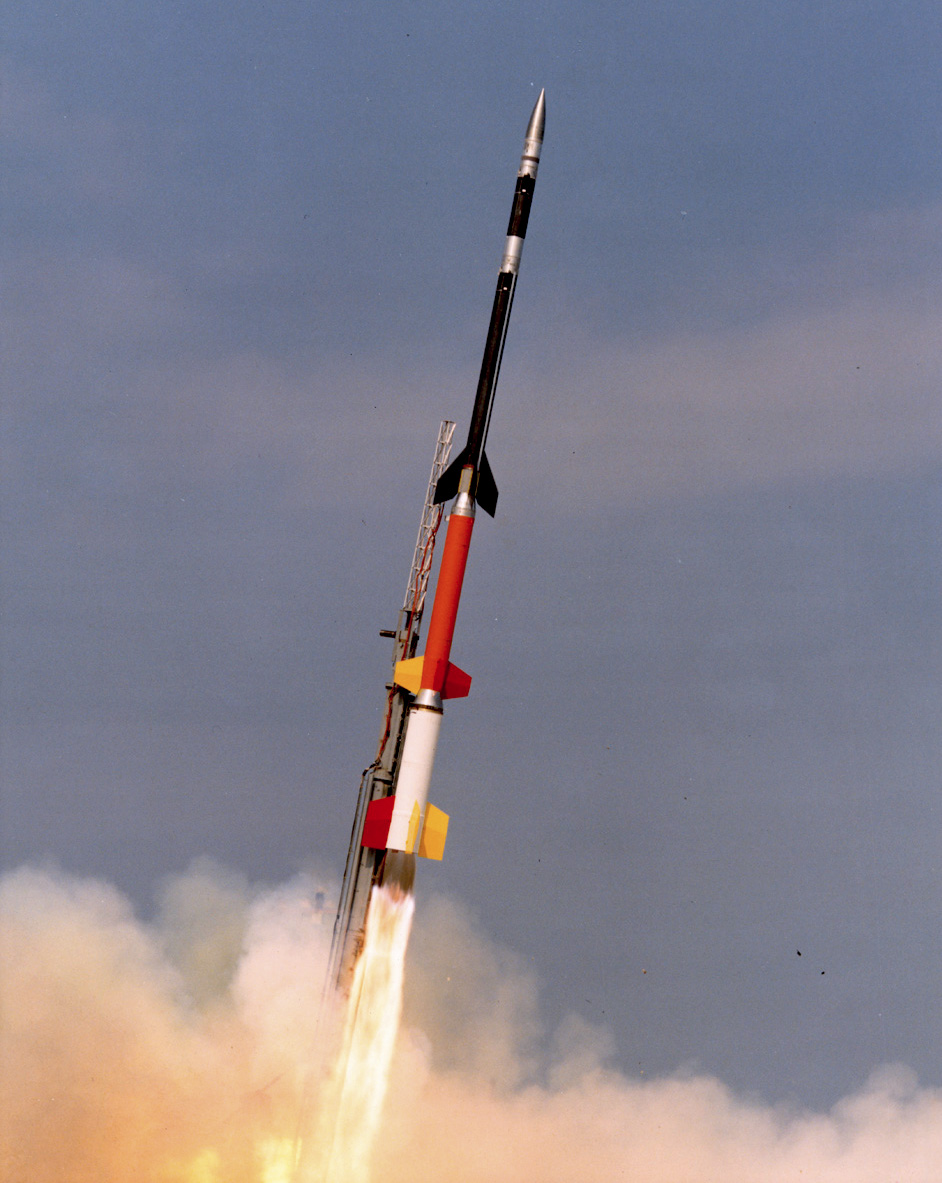
Tên lửa Black Brant XII sắp được phóng tại Wallops Flight Facility.

Tên lửa nghiên cứu là một loại tên lửa được thiết kế để mang theo các thiết bị đo lường bay trong một quỹ đạo. Tên lửa mang theo một số thiết bị ra ngoài Trái Đất và cách Trái Đất 30 đến 90 dặm (48 đến 145 km), tên lửa hoạt động trong độ cao khoảng giữa bóng thám không và vệ tinh; độ cao đỉnh điểm của bóng bay là vào khoảng 25 mi (40 km) và độ cao thấp nhất là khoảng 75 mi (121 km). Một vài tên lửa nghiên cứu có quỹ đạo cách Trái Đất khoảng 620 tới 930 dặm (1,000 km tới 1,500 km), như là Black Brant X và XII, có quỹ đạo cách Trái Đất rất rộng. Tên lửa nghiên cứu thường sử dụng động cơ của tên lửa quân sự.